# Megachile gratiosella
Megachile gratiosella är en biart som beskrevs av Cockerell 1935. Megachile gratiosella ingår i släktet tapetserarbin, och familjen buksamlarbin. Inga underarter finns listade i Catalogue of Life.